# Ma (kana)

Ma w hiraganie

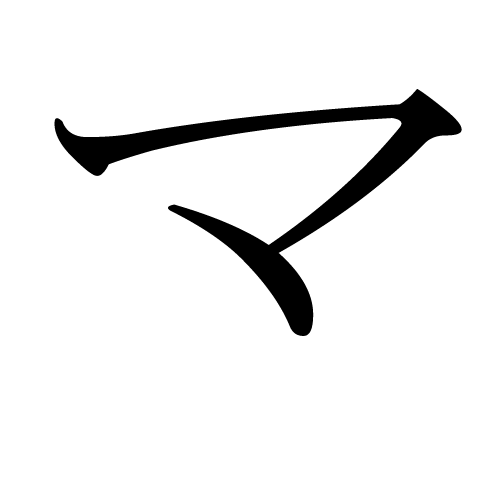
Ma w katakanie

Ma – trzydziesty pierwszy znak japońskich sylabariuszy hiragana (ま) i katakana (マ). Reprezentuje on sylabę ma. Pochodzi bezpośrednio od znaku 末 (obydwie wersje).